# Milton Barbosa
Milton João Soares Barbosa (Itaberaba, 28 de dezembro de 1954 – 17 de agosto de 2025), filho de Pedro João Barbosa e de Lurdes Soares Barbosa, é um político brasileiro. Pastor evangélico, foi presbítero e presidente da Sociedade Beneficente Assembléia de Deus de Salvador e diretor do programa radiofônico Cristo no Lar, da Rádio Clube de Salvador. Exerceu o mandato de deputado federal constituinte em 1988.
Iniciou sua vida política em 1982, quando filiou-se ao Partido do Movimento Democrático Brasileiro (PMDB). Cursou direito em Salvador, na Universidade Católica até 1984, mas não chegou a se formar.
Em novembro de 1986, elegeu-se deputado federal constituinte. Tomou posse em fevereiro do ano seguinte, quando iniciaram os trabalhos da Assembléia Nacional Constituinte. Participou como membro titular da Subcomissão da Nacionalidade, da Soberania e das Relações Internacionais da Comissão da Soberania e dos Direitos e Garantias do Homem e da Mulher e, como suplente, da Subcomissão da União, Distrito Federal e Territórios da Comissão da Organização do Estado.
Em 1988, transferiu-se para o Partido da Frente Liberal (PFL). Candidatou-se à reeleição no pleito de outubro de 1990, porém obteve apenas uma suplência. Exerceu o mandato de 6 de agosto a 5 de outubro de 1992, no lugar de Eraldo Tinoco, nomeado ministro da Educação do governo Fernando Collor de Melo (1990-1992), de 23 de março a 4 de abril de 1994.
Em 1994 e 1998, candidatou-se à Câmara, pelo PFL, obtendo suplências nas duas ocasiões. Assumiu o mandato em 6 de janeiro de 1999, e entre novembro de 2000 e março de 2002, sendo efetivado na legislatura 1999-2003. Nas eleições de 2002, concorreu novamente à Câmara, elegendo-se representante da Bahia, pelo PFL. Tomou posse em fevereiro de 2003.
Em 2005, transferiu-se para o Partido Social Cristão (PSC) e obteve nova suplência de deputado federal nas eleições de 2006. Retornou à Câmara em outubro de 2009, substituindo o deputado Sérgio Brito (PSC-BA), licenciado até março de 2010. No mesmo ano, elegeu-se novamente ao cargo de deputado federal, mas obteve apenas uma suplência.

## Morte
Barbosa morreu na madrugada do dia 16 para o dia 17 de agosto, aos 70 anos.